# Wilhelm Pieck
Friedrich Wilhelm Reinhold Pieck, född 3 januari 1876 i Guben, Tyskland (nuvarande Guben, Polen) död 7 september 1960 i Berlin, var en tysk kommunistisk politiker och förste och siste president i det dåvarande Östtyskland (DDR) 1949–1960. Han var tidigare partiledare för Tysklands kommunistiska parti (KPD). 
Pieck var det första statsöverhuvud som representerade DDR utåt. Efter Piecks död 1960 övertog det nybildade statsrådet kollektivt denna funktion, vilket gjorde honom till den ende som innehaft titeln Staatspräsident der DDR.

## Biografi
Pieck  inledde sin politiska bana som socialdemokrat och gick med i Tysklands socialdemokratiska parti (SPD) 1895. 1905 valdes han in i Bremens stadsfullmäktige för SPD. 1907–1908 gick han i SPD:s partiskola i Berlin där han bland annat hade Rosa Luxemburg och Franz Mehring som lärare. Under första världskriget inkallades han till den tyska armén. Kriget gjorde honom dock alltmer vänsterradikal och vid ett tillfälle ställdes han inför krigsrätt anklagad för att ha spridit socialistisk och antikrigspropaganda till andra soldater; han lyckades dock fly och levde illegalt i Berlin en tid. Efter krigsslutet 1918 övergick han till Tysklands kommunistiska parti (KPD) och blev en av dess ledande gestalter under mellankrigstiden. Efter Adolf Hitlers maktövertagande 1933 tvingades han i exil till Sovjetunionen och levde i Moskva fram till 1945 då han återvände till Tyskland och utsågs till ordförande för KPD:s centralkommitté.
Som ordförande i centralkommittén tryckte han på i sammanslagningen av KPD och SPD i den sovjetiska ockupationszonen av Tyskland till Tysklands socialistiska enhetsparti (SED). Han hade också ett stort inflytande över utarbetandet av SED:s partiprogram. Den 22 april 1946 blev Pieck tillsammans med Otto Grotewohl ordförande för SED. Den 11 oktober 1949 valdes Pieck till DDR:s president av det provisoriska parlamentet och Länderkammer. Han omvaldes 1953 och 1957. 
Pieck kan tillskrivas de exklusiva fåtal personer som åtnjutit Stalins vänskap och förtroende, de två lärde känna varandra under 1930-talet då Pieck levde i exil i Moskva och de blev nära vänner. Pieck var därför självskriven som den nyskapade staten DDR:s statsöverhuvud 1949. Pieck hade dock mer eller mindre bara den formella makten i landet. I praktiken innehades den verkliga makten av SED:s partiledning och dess ordförande Walter Ulbricht. På grund av sviktande hälsa sågs Pieck sällan offentligt.